# Maurice Bourges
Pour les articles homonymes, voir Bourges (homonymie).
Ne doit pas être confondu avec Maurice Bourgue.
Maurice Bourges est un compositeur, musicographe et critique musical français né le 2 décembre 1812 à Bordeaux et mort le 15 mars 1881 à Paris.

## Biographie
Jean Maurice Bourges naît le 2 décembre 1812 à Bordeaux,.
Il étudie la composition à Paris avec Auguste Barbereau et écrit de la musique de chambre, deux trios avec piano et deux sonates pour violon et piano, notamment, ainsi que des mélodies,,.
Son opéra Sultana, créé à l'Opéra-Comique le 16 septembre 1846, connaît un « fugitif succès » mais « reste un jalon de l'orientalisme musical ».
Maurice Bourges est surtout connu comme critique musical à la Gazette musicale (puis Revue et Gazette musicale de Paris), aux côtés de François-Joseph Fétis, Georges Kastner, Édouard Monnais et Henri Blanchard,. Pour le musicologue Joël-Marie Fauquet, « le talent littéraire de Bourges égalait largement son talent musical. Il se révéla être un critique cultivé, intuitif, au style précis ».
Germaniste, il est l'auteur de traductions en français de la Passion selon saint Matthieu de Bach (1843), de Paulus (sous le titre de La Conversion de saint Paul, 1844) et Élie (1864) de Felix Mendelssohn, ainsi que de plusieurs opéras de Carl Maria von Weber,. Il est aussi l'auteur du livret de l'opéra Le Dernier roi de Juda (1844) de Kastner,.
Maurice Bourges prend tôt sa retraite en raison d'une santé déclinante,.
Il meurt le 15 mars 1881 à Paris.